# Samuel Cabrera
Pour les articles homonymes, voir Cabrera.
Cabrera  Castañeda est un nom espagnol. Le premier nom de famille, en général paternel, est Cabrera ; le second, en général maternel, souvent omis, est Castañeda.
Samuel Cabrera Castañeda (né le 15 août 1960 et mort le 21 mars 2022 dans le corregimiento de Pasuncha (es), municipalité de Pacho, département de Cundinamarca) est un coureur cycliste colombien des années 1980.

## Biographie
À 20 ans, Samuel Cabrera se fait remarquer par sa victoire dans la XXIIe édition du Tour du Guatemala. Leader de  bout en bout, il remporte cinq étapes des dix au programme, termine deuxième trois autres et s'impose avec vingt-neuf minutes d'avance sur son dauphin, son coéquipier Israel Corredor.
Avant cet exploit, Samuel travaillait depuis trois ans dans une boulangerie du district de Santa Fe à Bogota. Se levant tous les jours à deux heures du matin, il ne gagnait que deux cents pesos par mois, même si le repas lui était offert ainsi que le droit de dormir sur la table où il travaillait, s'emmitouflant dans les sacs de farine vides. Auparavant, il travaillait comme garçon de ferme à Pacho, sa localité natale. À 15 ans, il ne savait ni lire ni écrire. En trois ans, il obtient une instruction primaire, grâce à des cours du soir à Bogota. Perfectionnant sa lecture en lisant des reportages sur Rafael Antonio Niño, Miguel Samacá ou Álvaro Pachón, les livres étaient encore par trop difficiles. Jusqu'au mois de mars de l'année 1980, il n'avait que deux chemises et deux pantalons (portant la paire qui n'était pas en train d'être lavée). Il pratiquait le cyclisme avec des vélos loués jusqu'à ce qu'il puisse s'en acheter un (cinq fois plus lourd que celui utilisé pour gagner au Guatemala). Terminant deuxième, à seulement trente-sept secondes du vainqueur, de la Vuelta de la Juventud 1980, il y acquiert une certaine notoriété. Sa vie change. Il peut alors se loger avec son père dans une petite maison où il avait sa propre chambre et une garde-robe un peu plus étoffée. Il peut quitter ce dur labeur d'ouvrier boulanger mais ne sachant rien faire d'autres, le cyclisme reste son unique porte de sortie (de la pauvreté).
L'année suivante, il dispute le Tour de l'Avenir 1981, avec sa sélection nationale. Il le termine 7e, tout en finissant 3e de deux étapes. En 1982, l'entreprise Empresa Licorera de Santander monte une équipe, sous le nom de leur produit phare Aguardiente Superior, avec laquelle Cabrera monte sur le podium du Clásico RCN et dispute le Tour du Costa Rica. Il est le leader de la formation et aidé de ses coéquipiers et notamment un jeune de 18 ans, Abelardo Rondón, il remporte l'épreuve. Au départ de la dernière étape, particulièrement montagneuse, Cabrera a un débours de 1 min 15 s sur le leader de la course, le Costaricien Carlos Alvarado (es). Non seulement il refait son retard mais repousse son adversaire à plus de onze minutes au classement général final. Samuel Cabrera termine la compétition avec près de sept minutes d'avance sur son dauphin, son coéquipier Efraín Guevara.
Il fait partie, l'année suivante, de la première équipe cycliste colombienne (amateur) invitée à participer à un grand tour, le Tour de France 1983.
Il participe au Tour de France 1986 dans une équipe Reynolds avec un leader José Luis Laguía, rapidement défaillant. Ses prédispositions de grimpeur lui permettent de jouer sa carte personnelle (pour la seule et unique fois dans un grand tour). Il finit à une place d'honneur (11e), se glissant trois fois dans les dix premiers aux arrivées d'étape (dont une quatrième place à l'arrivée au col du Granon).
Il participe également activement à la victoire de Martín Ramírez au Tour de l'Avenir 1985. À cette occasion, il monte sur le podium final, remporte le classement du meilleur grimpeur, le prix de la combativité et termine deux fois second d'étapes.
Il meurt foudroyé dans sa ferme située dans le corregimiento de Pasuncha (es) (municipalité de Pacho), le 21 mars 2022, dans la soirée.

## Palmarès
- 1980
  - Tour du Guatemala
    - Classement général
    - 5 étapes

  - 2e du Tour de Colombie espoirs
- 1982
  - 7e étape du Tour du Guatemala
  - Tour du Costa Rica :
    - Classement général
    - 7e et 8e étapes

  - 3e du Clásico RCN[4]
- 1985
  - 2e de la Vuelta a Cundinamarca
  - 3e du Tour de l'Avenir
- 1988
  - 1re étape du Tour des Amériques[10]
  - 1re étape du Tour du Venezuela
  - 2e du Tour des Amériques
  - 2e du Tour du Venezuela

## Résultats sur lesgrands tours

### Tour de France
6 participations.
- 1983 : 57e du classement général.
- 1984 : 32e du classement général.
- 1986 : 11e du classement général.
- 1987 : non partant au matin de la 14e étape.
- 1988 : 31e du classement général.
- 1989 : 49e du classement général.

### Tour d'Espagne
4 participations.
- 1985 : non partant au matin de la 16e étape.
- 1986 : 35e du classement général.
- 1987 : 44e du classement général.
- 1988 : abandon lors de la 16e étape.

### Tour d'Italie
1 participation.
- 1989 : 21e du classement général.

## Résultats sur les championnats

### Championnats du monde professionnels
2 participations.
- 1985 : abandon.
- 1986 : abandon[12].

### Championnats du monde amateurs
1 participation.
- Prague 1981 : 65e au classement final[13].